# KSV Roeselare
O K.S.V. Roeselare é uma equipe belga de futebol da cidade de Roeselare em Flandres Ocidental. Está na Jupiler League desde a temporada 2005-06. Roeselare é um clube semiprofissional, que compreende em seu elenco jogadores profissionais e amadores.

## Honours
- 2ª Divisão do Campeonato Belga:
  - Campeão (1): 2004-05

## Competições europeias
Até dezembro de 2008.
| Competição | Participações | Jogos | Vitórias | Empates | Derrotas | Gols pró | Gols contra |
| ---------- | ------------- | ----- | -------- | ------- | -------- | -------- | ----------- |
| Taça UEFA  | 1             | 4     | 3        | 0       | 1        | 9        | 8           |

Taça UEFA 2006 - 2007
- 1ª fase:
  -  FK Vardar Skopje   - KSV Roeselare          1 - 2
  - KSV Roeselare          -  FK Vardar Skopje   5 - 1

- 2ª fase:
  - KSV Roeselare          -  FC Ethnikos Achnas 2 - 1
  -  FC Ethnikos Achnas - KSV Roeselare          5 - 0

## Elenco em 2008
Até dezembro de 2008.
Nota: Bandeiras indicam equipe nacional, conforme definido pelas regras de elegibilidade da FIFA. Os jogadores podem ter mais de uma nacionalidade não-FIFA.
| N.º |         | Posição | Jogador             |
| --- | ------- | ------- | ------------------- |
| 1   | Bélgica | G       | Gilles Lentz        |
| 3   | Bélgica | D       | Arthur Declercq     |
| 5   | Bélgica | D       | Kjetil Borry        |
| 6   | Bélgica | M       | Jeroen Vanthournout |
| 8   | França  | M       | Mickael Seoudi      |
| 10  | Bélgica | M       | Sven De Rechter     |
| 13  | Bélgica | D       | Carlo Damman        |
| 14  | Bélgica | M       | Vincent Provoost    |
| 15  | Bélgica | D       | Tom Raes            |
| 16  | Bélgica | D       | Pietro Perdichizzi  |
| 17  | Brasil  | D       | Marcos Camozzato    |
| 20  | Bélgica | M       | Rik Impens          |

| N.º |               | Posição | Jogador                  |
| --- | ------------- | ------- | ------------------------ |
| 21  | Bélgica       | M       | Jasper Maerten           |
| 22  | Bélgica       | G       | Mathieu Vanderschaeghe   |
| 23  | Turquia       | M       | Uçak Ufuk                |
| 25  | Países Baixos | A       | Stevy Okitokandjo        |
|     | Bélgica       | M       | Franco Zennaro           |
|     | França        | D       | Maël Lépicier            |
|     | Bélgica       | A       | Davy Brouwers            |
|     | França        | G       | Jérémy Malherbe          |
|     | Bélgica       | D       | Kevin Kis                |
|     | Bélgica       | A       | Christophe Martín-Suárez |
|     | Bélgica       | A       | Aaron Vanfleteren        |